# Eilema pavescens
Eilema pavescens är en fjärilsart som beskrevs av Butler 1877. Eilema pavescens ingår i släktet Eilema och familjen björnspinnare. Inga underarter finns listade i Catalogue of Life.